# Iris yebrudii
Iris yebrudii là một loài thực vật có hoa trong họ Diên vĩ. Loài này được Dinsm. ex Chaudhary miêu tả khoa học đầu tiên năm 1972.